# Czubajka sutkowata

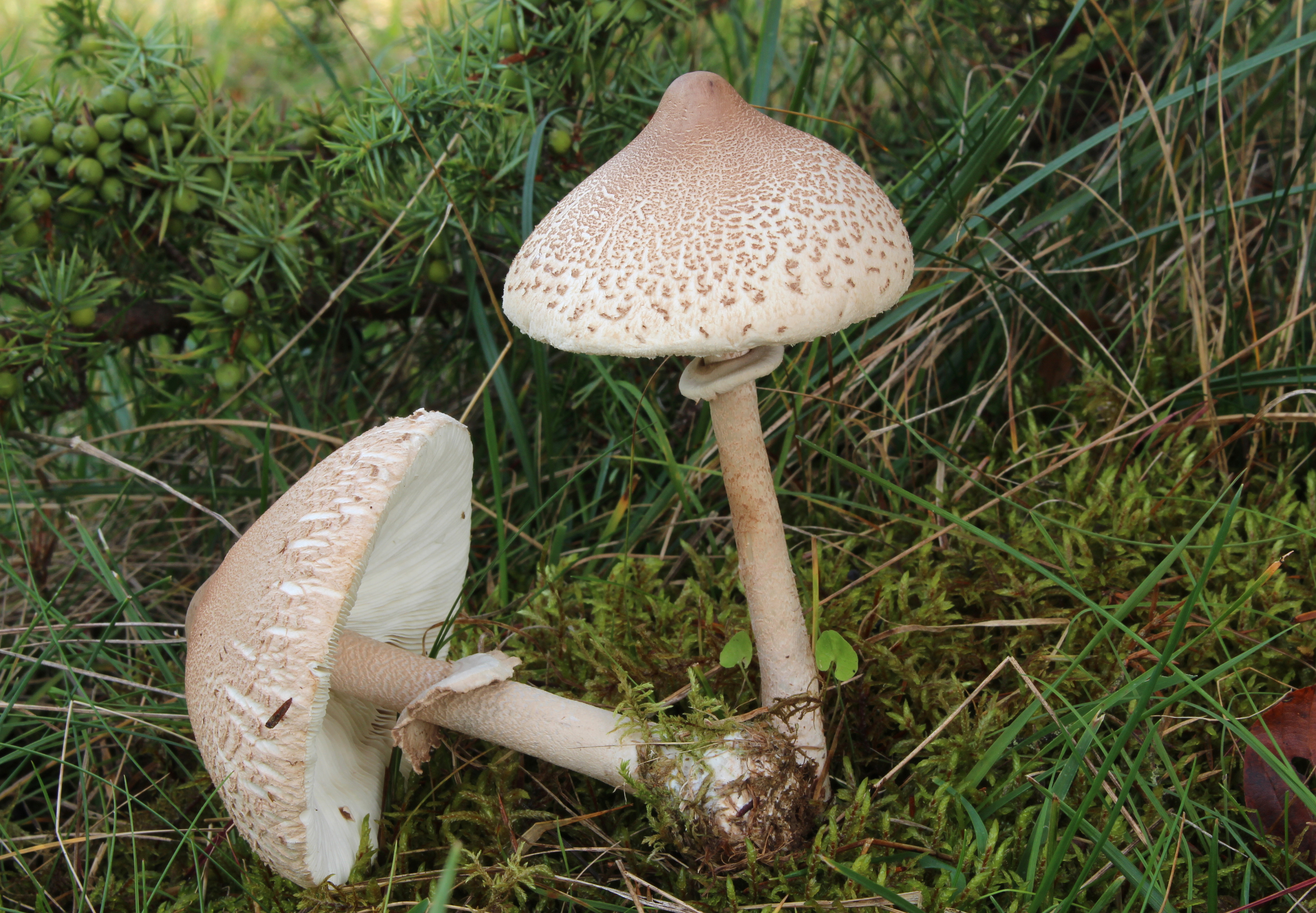

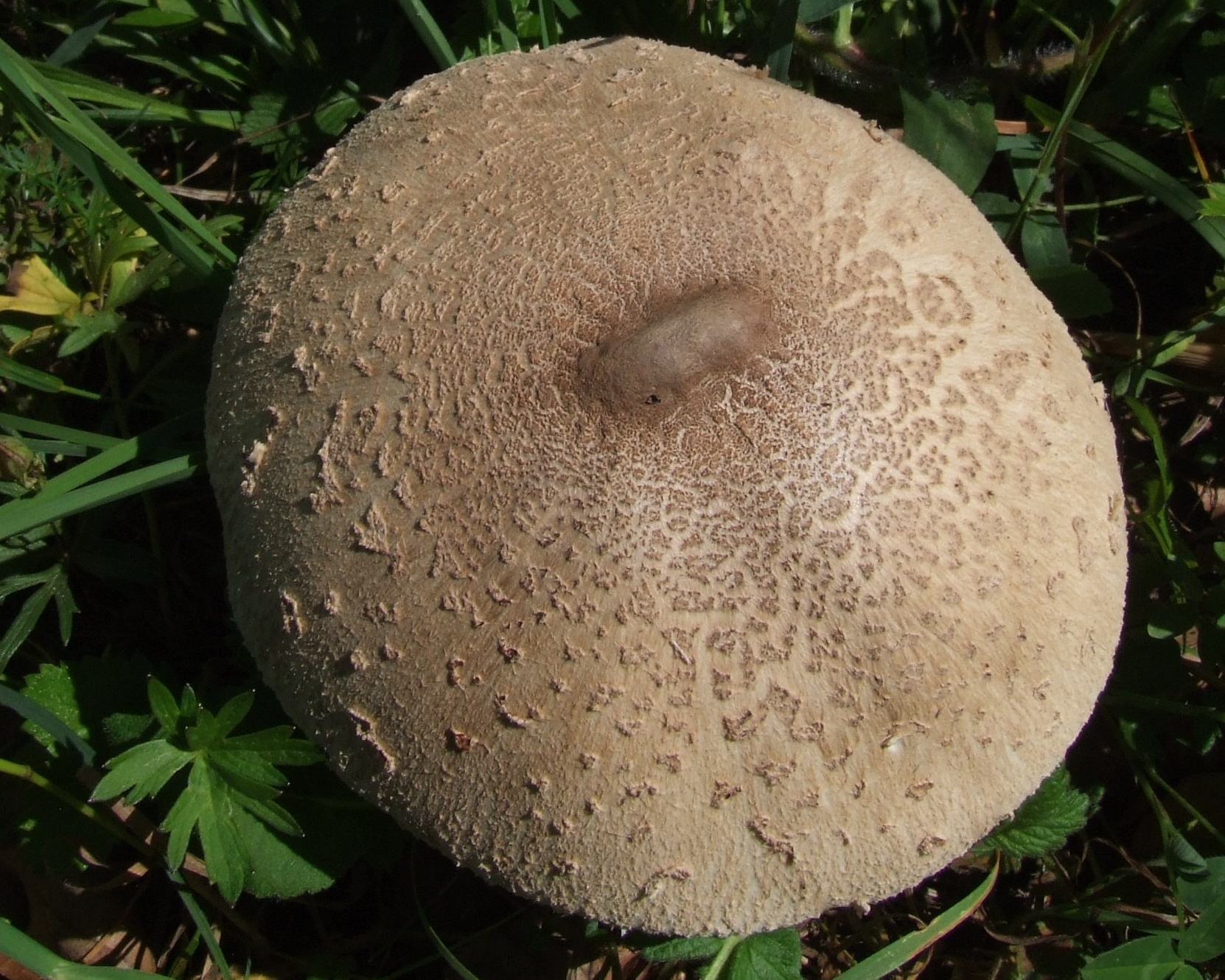
Kapelusz

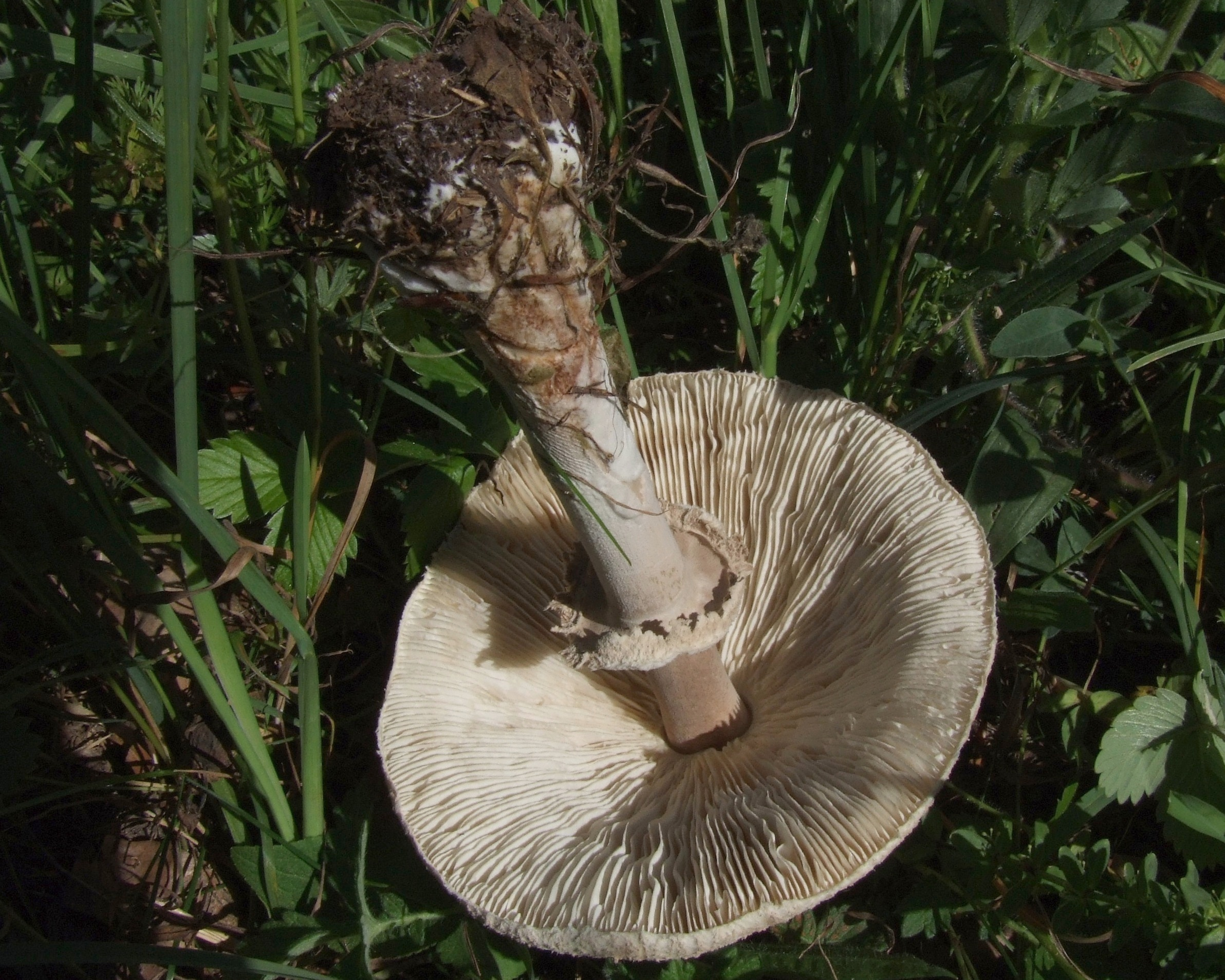
Blaszki

Czubajka sutkowata (Macrolepiota mastoidea (Fr.) Singer) – gatunek grzybów należący do rodziny pieczarkowatych (Agaricaceae).

## Systematyka i nazewnictwo
Pozycja w klasyfikacji: Macrolepiota, Agaricaceae, Agaricales, Agaricomycetidae, Agaricomycetes, Agaricomycotina, Basidiomycota, Fungi (według Index Fungorum).
Po raz pierwszy takson ten zdiagnozował w 1821 r. Elias Fries nadając mu nazwę Agaricus mastoideus. Obecną, uznaną przez Index Fungorum nazwę nadał mu w roku 1951 Rolf Singer, przenosząc go do rodzaju Macrolepiota. Ma 22 synonimy łacińskie. Niektóre z nich:

- Agaricus mastoideus Fr. 1821
- Agaricus umbonatus Schumach. 1803
- Lepiota excoriata subsp. mastoidea (Fr.) Quél.1888
- Lepiota mastoidea (Fr.) P. Kumm. 1871
- Lepiota mastoidea (Fr.) P. Kumm. var. mastoidea 1871
- Lepiota pitereka Grgur. 1997
- Lepiota rickenii Velen. 1939
- Lepiota umbonata Cleland 1931
- Lepiota umbonata (Schumach.) J. Schröt.
- Lepiotophyllum mastoideum (Fr.) Locq. 1942
- Leucocoprinus mastoideus (Fr.) Singer 1939
- Macrolepiota mastoidea var. rickenii (Velen.) Gminder 2003
- Macrolepiota rickenii (Velen.) Bellù & Lanzoni 1987

Nazwę polską podał Władysław Wojewoda w 1998 r. W polskim piśmiennictwie mykologicznym gatunek ten opisywany był też jako czubajka właściwa, czubajka wysmukła, stroszka wysmukła, kożuszek. W niektórych atlasach grzybów jest opisywany jako czubajka beżowa.

## Morfologia
Kapelusz
Średnicy od 5 do 12 cm, młody – jajowaty, później wypukły do rozpostartego, jasnobrązowy, jasnomięsnoochrowy, skórka początkowo gwiaździście popękana, u dojrzałych owocników pozostaje taka tylko pośrodku, gdzie jest także ciemniejsza, w innych miejscach delikatnie gęsto, promieniście i ziarnisto łuseczkowata, przy czym między łuseczkami prześwituje bledsze tło.
Blaszki
Przy trzonie wolne, białe.
Trzon
Wysokości od 10 do 15 cm, średnicy od 0,8 do 1,5 cm, cylindryczny, z bulwiastą podstawą (do 2,5 cm), daje się wyłamać, gładki lub lekko pasemkowaty, łykowaty, rurkowaty, koloru jasnego, brązowawego drewna. Posiada wyraźny podwójny, dający się przesuwać pierścień.
Miąższ
Białawy, smak lekko orzechowy.
Wysyp zarodników
Biały. Zarodniki o rozmiarach 13–16(-18) × 7–9,5(-11) µm.

## Występowanie i siedlisko
Występuje tylko w Europie. W Polsce występuje na obszarze całego kraju, jest dość rzadka, nie znajduje się jednak na liście gatunków zagrożonych. 
Owocniki wytwarza od sierpnia do listopada w prześwietlonych lasach liściastych i iglastych, na ich skraju, przy leśnych drogach. Miejscami jest dość pospolita.

## Znaczenie
Saprotrof. Grzyb jadalny, nadający się do panierowania i smażenia.

## Gatunki podobne
- czubajka kania (Macrolepiota procera) ma większe owocniki i kapelusz pokryty dachówkowato grubymi łuskami. Jadalna.
- czubajka białotrzonowa (Macrolepiota excoriata) ma jaśniejszy trzon i łuseczki na kapeluszu. Jadalna.